# Pargas stad

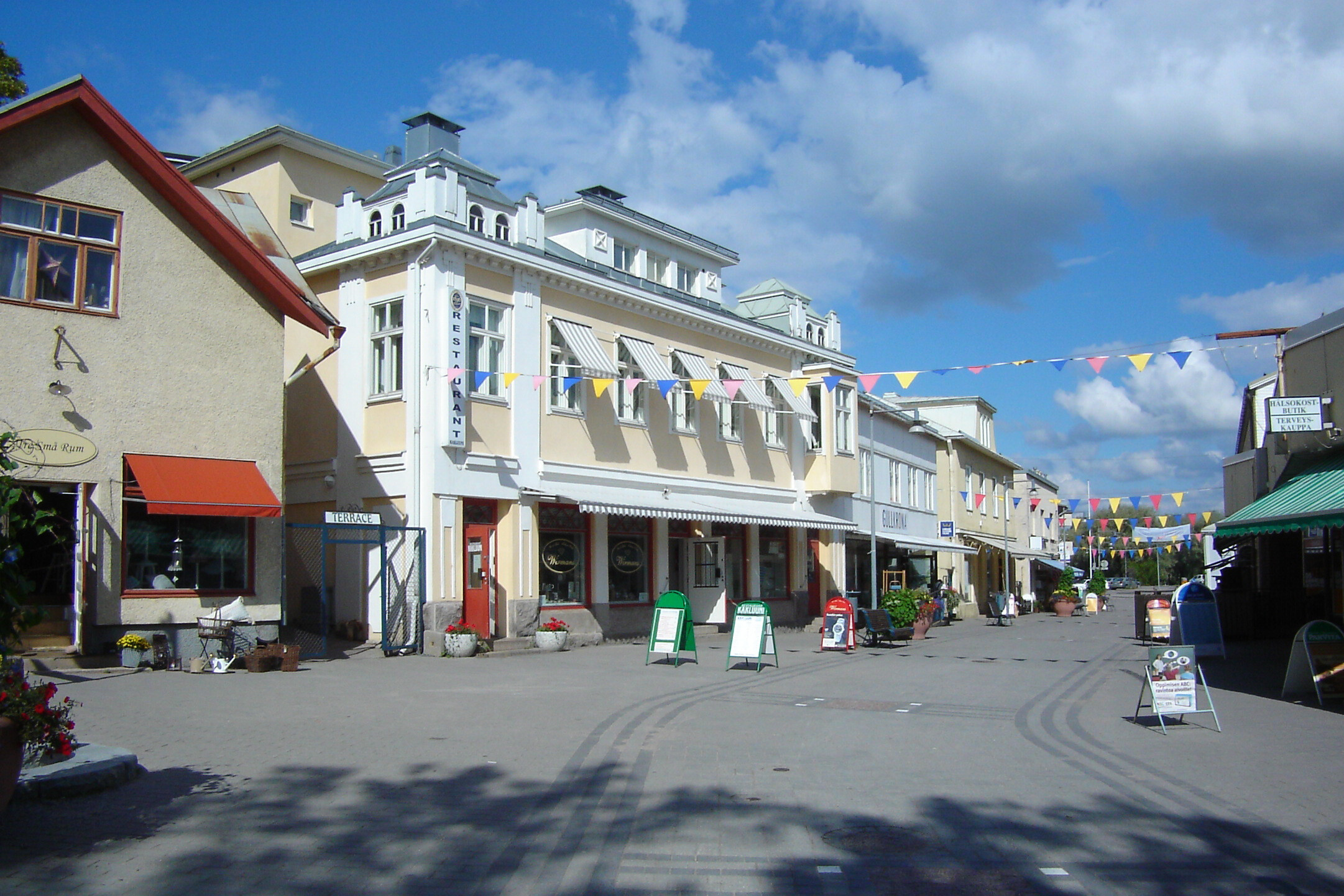
Köpmansgatan i Pargas affärscentrum.

Pargas stad (finska: Paraisten kaupunki) är en kommun i landskapet Egentliga Finland i Finland. Kommunen bildades med namnet Väståboland (finska: Länsi-Turunmaa) den 1 januari 2009 genom sammanslagning av kommunerna i Väståboland: Pargas, Nagu, Houtskär, Korpo och Iniö. Respektive kommuns fullmäktige accepterade kommunsammanslagningen den 26 juni 2007. Pargas kommun har cirka 15 400 invånare och en yta av 1 877,94 km² varav 868,57 km² är land. Kommunen är tvåspråkig med svenska som majoritetsspråk (55,2 %) och finska som minoritetsspråk (41,7 %). Enligt beslut i kommunfullmäktige 2011 bytte kommunen namn till Pargas den 1 januari 2012.

## Namnfrågan
Genom finländska statsrådets tillkännagivande den 19 juni 2008 fick kommunen officiellt sitt namn, Väståboland. Namnfrågan var en lång och mödosam process. Pargas godkände inte det i samgångsavtalet sommaren 2007 fastslagna namnet Väståboland utan insisterade på att den nya kommunen skulle heta Pargas. Kommunerna kunde därefter inte sinsemellan komma överens om namnet, och därför överlämnades ärendet till ministeriet och sittande kommunminister Mari Kiviniemi som beslöt att kommunen skall heta Väståboland. Föreslagna namn för kommunen var Berghamn, Erstan, Gullkrona och Pargas. Forskningscentralen för de inhemska språken rekommenderade namnet Pargas. Dessutom föreslog organisationskommissionen för den blivande kommunen den 6 mars 2008 enhälligt att kommunen skulle heta Havskrona (finska: Merikruunu).
Namnfrågan har väckt en hel del ont blod i skärgårdskommunerna, då pargasborna kommer att ha majoritet i den nya kommunens beslutande organ; man frågar sig om samgångsavtalet och de andra kommundelarnas intressen över huvud taget kommer att respekteras efter samgången.
Den 16 december 2008 beslöt fullmäktige att namnet till år 2011 är Väståboland.
I maj 2011 ordnades en folkomröstning emellan 1) Pargas och 2) Väståboland enligt det tidigare beslutet. Därmed ansågs övriga namn uteslutna. Den rådgivande folkomröstningen resulterade i att Pargas fick 57,6 % av rösterna och Väståboland 40,1 %. Röstningsprocenten var 71,5 %. Namnet Väståboland stöddes så gott som enhälligt av skärgårdsborna och av en fjärdedel av Pargasborna, som dock genom sitt antal dominerade resultatet.
Den 14 juni 2011 beslutade fullmäktige, efter lång debatt, med rösterna 23–18 och 2 nedlagda röster, att kommunen skall byta namn till Pargas, från 1 januari 2012. Beslutet överklagades senare under sommaren. Ett nytt beslut om saken fattades formellt korrekt på ett senare möte.

## Politik

### Mandatfördelning i Pargas stad, valen 2008–2025
| 2 | 8 | 2 | 2 | 24 | 5 |

| 21 | 22 |

| 2 | 9 | 3 | 2 |  | 20 | 6 |

| 28 | 15 |

| 2 | 6 | 4 |  | 18 | 4 |

| 21 | 14 |

| 2 | 3 | 3 | 3 | 19 | 5 |

| 19 | 16 |

| 2 | 5 | 2 |  | 18 | 7 |

| 14 | 21 |

### Vänorter
Pargas har följande vänorter:
- Haninge kommun (Sverige)[8]

## Demografi

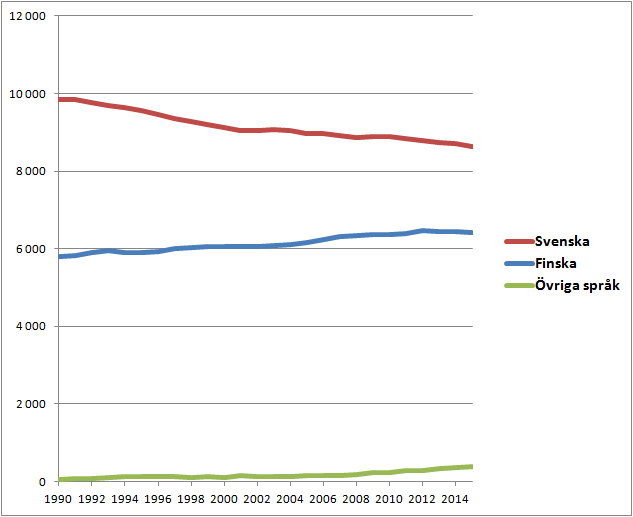
Diagrammet visar utvecklingen av antalet modersmålstalare av svenska, finska och övriga språk, i det område som idag utgör Pargas stad, under perioden 1990-2015. Under perioden minskade antalet svensktalande i området med 1215 personer (eller 12,3%), medan antalet finsktalande ökade något. Källa: Statistikcentralen

### Befolkningsutveckling
| Befolkningsutvecklingen i Pargas stad 1975–2020                                                              | Befolkningsutvecklingen i Pargas stad 1975–2020 | Befolkningsutvecklingen i Pargas stad 1975–2020 | Befolkningsutvecklingen i Pargas stad 1975–2020 | Befolkningsutvecklingen i Pargas stad 1975–2020 |
| --- | ----------------------------------------------- | ----------------------------------------------- | ----------------------------------------------- | ----------------------------------------------- |
| |                                                 |                                                 |                                                 |                                                 |
| År |                                                 |                                                 | Folkmängd                                       |                                                 |
| 1975 | 1975                                            |                                                 | 14 507                                          |                                                 |
| 1980 | 1980                                            |                                                 | 14 563                                          |                                                 |
| 1985 | 1985                                            |                                                 | 15 236                                          |                                                 |
| 1990 | 1990                                            |                                                 | 15 712                                          |                                                 |
| 1995 | 1995                                            |                                                 | 15 583                                          |                                                 |
| 2000 | 2000                                            |                                                 | 15 295                                          |                                                 |
| 2005 | 2005                                            |                                                 | 15 298                                          |                                                 |
| 2010 | 2010                                            |                                                 | 15 501                                          |                                                 |
| 2015 | 2015                                            |                                                 | 15 457                                          |                                                 |
| 2020 | 2020                                            |                                                 | 15 105                                          |                                                 |
| Anm: Uppgifterna avser förhållandena den 31 december nämnda år enligt områdesindelningen den 1 januari 2022. |                                                 |                                                 |                                                 |                                                 |